# Boyard (croiseur)
Pour les articles homonymes, voir Boyard (homonymie).
Le Boyard (en russe : Боярин) est un croiseur léger de la Marine impériale russe construit par Burmeister & Wain à Copenhague au Danemark. Il prend part à la guerre russo-japonaise de 1904-1905, ce navire saute sur une mine russe à l'entrée de Port-Arthur. Il devait son nom aux boyards, anciens nobles de la Russie impériale.